# 折原昌夫
折原 昌夫（おりはら まさお、1969年6月16日 - ）は、日本のプロレスラー。

## 経歴
タイガーマスク（初代）に憧れてプロレスラーになることを志す。
1988年4月、関東学園大学附属高等学校卒業後、東京三洋電機に入社して設計部に配属されて実業団レスリング部に所属。
1989年、全日本プロレスに入門。天龍源一郎の付き人を務める。この頃から師である天龍からトンパチの異名を付けられる。
1990年2月22日、全日本プロレス浜松市体育館大会の対菊地毅戦でデビュー。7月、SWSに移籍。
1992年6月19日、SWSが解散。6月28日、WARに入団。
1993年5月から6月、新日本プロレスで開催された「TOP OF THE SUPER Jr.」に出場。
1995年12月、試合で精彩を欠いたことを理由にWAR代表の武井正智から引退が発表されてWARを退団。
1996年、東京プロレスに覆面レスラー「月光」として入団。同年、田村忍が扮する覆面レスラー「月影」とタッグチーム「ヤングデストロイヤーズ」を結成。7月、マスクを脱いで素顔になる。11月、FFFに移籍。12月、FFFが旗揚げ戦を開催する前に解散。
1997年1月、プロレス団体「MOBIUS」を設立。同年、MOBIUSの旗揚げ戦を開催。同年、小野武志とタッグチーム「トンパチ・マシンガンズ」を結成。
1998年、みちのくプロレスに参戦して覆面レスラー「サスケ・ザ・グレート」として小野が扮する覆面レスラー「マスクド・タイガー」とタッグを組んでザ・グレート・サスケとタイガーマスクを敵対していた。
1999年5月から6月、新日本プロレスで開催された「BEST OF THE SUPER Jr.」に出場。
2004年7月、みちのくプロレスのシリーズ参戦中に突然、耳鳴り、呼吸困難、全身硬直等の症状に襲われて職場放棄同然で失踪。後日、折原は週刊誌において精神科でドメスティックバイオレンス症候群と診断されたことを告白。本当は格闘技が嫌いで小動物が好きな優しい性格なのに求められていた悪役像を維持するため、全身にピアスの穴をあけて全身に刺青をいれるなどの反動が出たという。その後、小学生にレスリングを教えるなどのリハビリを行っていた。
2005年1月23日、イーグルプロレス小山市文化センター小ホール大会で復帰戦が行われた。
2010年11月28日、DDTプロレスリング後楽園ホール大会で首を負傷して後縦靱帯骨化症と診断された。折原も手術を希望したものの「手術に失敗すれば、プロレスラーどころか一般社会人として生活していくことも困難になる」として一時は病院をたらい回しにされる事態となった。
2011年3月、慶應義塾大学病院が手術に応じて骨化部分の除去手術を受けた。7月21日、リアルジャパンプロレス後楽園ホール大会で復帰戦が行われた。
2012年3月13日、天龍プロジェクトの天龍が腰部脊柱管狭窄症の手術とリハビリのため長期欠場に入ったことにより、天龍が復帰するまでの期間限定で天龍プロジェクトに入団。
2013年10月、天龍プロジェクトを退団。

## 得意技
ムーンサルトプレス
オリドライバー
ドリル・ア・ホール・パイルドライバーと同型。
スパイダー・ジャーマン
トンパチロック
コンソリクトコンソリクター
コンソリクトコンソリクターII

## 入場曲
- 中継レポーター魂（FreeDomLife） - 2004年7月の失踪事件をモチーフにした曲

## タイトル歴
- インターナショナルジュニアヘビー級王座
- インターナショナルジュニアヘビー級タッグ王座
- UWA&UWFインターコンチネンタルタッグ王座
- みちのくふたり旅優勝
- ジュニアフラッグ王座
- KO-D無差別級王座
- レジェンド王座
- GWC認定タッグ王座
- GWC認定6人タッグ王座
- APEX OF TRIANGLE王座
- プロレス大賞（新人賞）

## エピソード
爬虫類が好きで爬虫類専門店を経営していた事がある。